# Maria Tripodi
Maria Tripodi (Melito di Porto Salvo, 21 luglio 1982) è una politica italiana, dal 2 novembre 2022 sottosegretario di Stato al Ministero degli affari esteri e della cooperazione internazionale nel governo Meloni.

## Biografia
Nata il 21 luglio 1982 a Melito di Porto Salvo, in provincia di Reggio Calabria, è laureata in Studi Politici Internazionali e Comunitari, con specializzazione in Relazioni Internazionali presso l’Università degli Studi di Roma “La Sapienza”.
A luglio 2022 consegue il Master In Sicurezza Economica, geopolitica e intelligence presso la Società italiana per l'organizzazione internazionale.
Già membro della Società Italiana di Storia Militare (SISM) e consulente di enti pubblici e privati.

## Attività politica
Appassionata di politica fin da giovanissima, nel gennaio 2005 poco più che ventenne aderisce a Forza Italia Giovani, ricoprendo diversi ruoli nel coordinamento di tutte le campagne elettorali.
Il 27 marzo 2010, viene designata Responsabile Nazionale del Settore Organizzazione del movimento giovanile azzurro. Incarico che mantiene ininterrottamente fino al Congresso Giovanile dell’11 novembre 2018. Per poi assumere successivamente il ruolo di vice-coordinatrice regionale di Forza Italia in Calabria.
Il 14 dicembre 2011 viene eletta a Bruxelles, vice-segretario nazionale dei Giovani Italiani del Partito Popolare Europeo (G.I.P.P.E). Piattaforma politica insignita del Premio Europeo Carlo Magno per la Gioventù, per i progetti volti a coinvolgere e avvicinare i giovani  alle Istituzioni Comunitarie.
Alle elezioni europee del 2014 viene candidata al Parlamento europeo, in rappresentanza del movimento giovanile, nella circoscrizione Italia meridionale, totalizzando 15.923 preferenze personali nella lista di Forza Italia - Berlusconi Presidente.
Alle elezioni politiche del 2018 viene candidata alla Camera dei deputati, con la lista di Forza Italia nel collegio plurinominale Calabria - 02, venendo eletta deputato. Nella XVIII legislatura della Repubblica è stata componente e capogruppo di Forza Italia nella 4ª Commissione Difesa e nella Commissione parlamentare d'inchiesta sulla morte di Giulio Regeni.
Alle elezioni politiche anticipate del 2022 è, a 40 anni appena compiuti, tra le più giovani candidate al Senato della Repubblica, in seconda posizione nella lista di Forza Italia nel collegio plurinominale Calabria - 01, risultando la prima dei non eletti.
Con la vittoria della coalizione di centro-destra e la nascita del governo presieduto da Giorgia Meloni, il 31 ottobre 2022 gli viene conferito l’incarico dal Consiglio dei Ministri di Sottosegretario di Stato al Ministero degli affari esteri e della cooperazione internazionale. Entra in carica il 2 novembre .

## Attività parlamentare
È Co-Firmataria di circa 50 disegni di legge e firmataria di numerosissimi atti parlamentari: mozioni, interpellanze urgenti, odg, emendamenti, Interrogazioni, su: personale militare, tutela occupazionale, made in Italy, agricoltura, industrie della difesa, infrastrutture, sanità, decoro pubblico, forze dell’ordine, affari esteri.
È inoltre la Prima firmataria della Proposta di Legge 1060 riguardante le “Norme sull’esercizio della Libertà Sindacale del personale delle Forze Armate e delle Forze di polizia a ordinamento militare". Parte integrante della Legge 875 B approvata a larghissima maggioranza, in via definitiva alla Camera dei Deputati il 20 aprile 2022. Un provvedimento di portata epocale per le Forze Armate, che dota l’Italia di una Legislazione già esistente da 40 anni in tutta Europa e riconosce a 350.000 Militari il giusto diritto di costituirsi in associazioni. Colmando il vuoto normativo per il quale, si era reso necessario il pronunciamento della Corte Costituzionale con sentenza n.120 del 2018. Nella quale si modifico’ il consolidato orientamento giurisprudenziale in materia di diritti sindacali dei militari.
Co-firmataria dell’emendamento alla Legge di Bilancio 2018 che prevede il finanziamento di 25 milioni di euro per  la ristrutturazione e la messa in sicurezza dell’Aeroporto “Tito Minniti” di Reggio Calabria;
Prima firmataria dell'emendamento  160.05 alla legge di Bilancio 2021, che prevede a decorrere dal 2021 lo stanziamento di 7,6 milioni di euro annuali per l'indennità di comando alle stazioni territoriali dell'Arma dei Carabinieri in oltre 4.000 comuni italiani;
Prima firmataria dell’emendamento 30.12 al DL Sostegni Bis che prevede: lo stanziamento di 77 milioni di Euro per il triennio 2019-2021 per i contratti del personale dei Comparti Difesa, Sicurezza e Soccorso Pubblico (Forze Armate, Forze di Polizia e Corpo Nazionale dei Vigili del Fuoco) in relazione alla specificità e ai compiti svolti, oltre a nuove assunzioni nella Sanità Militare.
Co-Firmataria della risoluzione che impegna il Governo a istituire la figura del Soccorritore Militare per le Forze Speciali: Goi, Col Moschin, Folgore, Gis, 17º Stormo. Dotandole delle tutele legali e procedurali volte a salvare la vita degli operatori in scenari complessi.
Nel Centenario della Traslazione del Milite Ignoto all'Altare della Patria, è la promotrice dell'emendamento alla Legge di Bilancio 2022 che destina 300.000 euro per la prosecuzione del Viaggio Rievocativo del Treno del Milite Ignoto nelle città italiane non coinvolte nel percorso storico del 1921.
Prima firmataria dell’emendamento 4.166 al Decreto Milleproroghe 2022, che destina 3.678.770 euro per la proroga  dei contratti di lavoro di 27 Ufficiali Medici e 267 Sottufficiali Infermieri del personale sanitario militare in servizio durante l’emergenza pandemica Covid19.
Co-firmataria dell’emendamento 1.57, al Decreto Milleproroghe 2022 che destina 5 milioni di euro il 2022 e 10 milioni di euro annuì a decorrere dal 2023 per l’assunzione di personale a tempo indeterminato. Consentendo  l’accelerazione degli investimenti pubblici, per l’attuazione dei progetti previsti dal Piano Nazionale di Ripresa e Resilienza per la Regione Calabria.
Prima firmataria della Mozione che impegna il governo per il ripristino della Festività Nazionale del 4 Novembre.
Co-firmataria dell’odg per l’aumento al 2% della spesa Militare in ambito Nato.
È l’ideatrice del Convegno Annuale: “Industrie della Difesa, una Forza per il Paese”. Iniziativa alla quale partecipano i vertici delle aziende tra i grandi player del settore: AIAD, Fincantieri, Iveco Defence, Leonardo, Loockeed Martin.

## Riconoscimenti
Nel 2025 l’Associazione culturale “Cinzia Vitale” Onlus di Trieste le ha conferito la benemerenza Filo di Seta. Riconoscimento per l’impegno a favore della pace, dello sviluppo economico e dei diritti umani.

## Onorificenze

### Onorificenze straniere
- Cavaliere di Gran Croce dell’Ordine Equestre per il merito civile e militare (Repubblica di San Marino) - 13 dicembre 2023